# Bairradas
Bairradas ist eine Gemeinde (Freguesia) im portugiesischen Kreis Figueiró dos Vinhos. In ihr leben 487 Einwohner (Stand 30. Juni 2011).

## Geschichte
Portugals erster König, D.Afonso Henriques, ließ das heutige Gemeindegebiet 1147 besiedeln. Nach der Rückeroberung durch die Araber wurde der Ort weitgehend zerstört, und nach seiner erneuten Eroberung im Zuge der Reconquista ließ König Sancho I. die Ortschaft 1189 neu errichten und besiedeln. Sie war ein Teil der Gemeinde Figueiró dos Vinhos, bevor sie am 1. Januar 1985 als eigenständige Gemeinde ausgegliedert wurde.